# Смаилов, Бауыржан Амангельдинович
Бауыржан Амангельдинович Смаилов (23.03.1967, Жарсуат, Астраханский район, Целиноградская область, КазССР) — казахстанский политический и общественный деятель. Депутат Мажилиса Парламента Республики Казахстан IV созыва (27.08.2007-16.11.2011). Член партии «Nur Otan». Кандидат экономических наук.

## Биография
Проходил службу в рядах Советской Армии с 1985 по 1987 годы.
Получил высшее образование:
- Целиноградский сельскохозяйственный институт (1984—1991). Экономист-организатор сельскохозяйственного производства;
- Казахская государственная юридическая академия (2001). Юрист-правовед;
- Дипломатическая академия Евразийского национального университета им. Л. Н. Гумилева (2005). Специалист в области международных отношений;
- Российская академия государственной службы при Президенте Российской Федерации.

Трудовой путь:
1991—1993 — экономист, главный экономист совхоза «Рассвет» Целиноградского района
1994—1997 — исполнительный директор МЧП «Калкаман», директор ТОО «Калкаман-Астык».
1997-07.2007 года — генеральный директор ТОО «Акмола Курылыс Материалдары», а затем — генеральный директор ТОО «Корпорация „Калкаман“».

## Политическая деятельность
Выборные должности, депутатство:
- Депутат Маслихата г. Астаны (с 10.1999);
- Кандидат в депутаты Сената Парламента Республики Казахстан (2002);
- Кандидат в депутаты Мажилиса Парламента Республики Казахстан III созыва (2004);
- Кандидат в депутаты Мажилиса Парламента Республики Казахстан IV созыва по партийному списку Народно-Демократической партии «Нур Отан» (12.07.2007), Депутат Мажилиса Парламента Республики Казахстан IV созыва (27.08.2007-16.11.2011), Член комитета по финансам и бюджету (с 09.2007);
- Кандидат в депутаты Мажилиса Парламента Республики Казахстан V созыва по партийному списку Народно-Демократической партии «Нур Отан» (07.12.2011)

## Общественная деятельность
С 1999 года член Ассоциации по защите прав предпринимателей Астаны.
2005 год — вступил в Совет предпринимателей при Президенте Республики Казахстан, принимал участие в работе координационного совета Общенационального союза предпринимателей «Атамекен».
Член Общественного совета г. Нур-Султан.

## Награды и почётные звания
- Орден «Құрмет» (2005)
- Медаль «Ерен енбегi ушін»
- Медаль «Қазақстан Республикасының тәуелсіздігіне 10 жыл»
- Медаль «Қазақстан Парламентіне 10 жыл»
- Медаль «Қазақстан Конституциясына 10 жыл»
- Победитель национального конкурса «Лучший работодатель десятилетия» (2001)

## Личная жизнь
- Супруга — Смаилова Ляззат Тлеубаевна.
- Дети: старший сын — Даулет (1990 г. р.); дочери — Дана (1998 г. р.) и Токжан (1999 г. р.)